# 대구한의대병원역
대구한의대병원역(Daegu Haany University Hospital Station, 大邱韓醫大病院驛)은 대한민국 대구광역시 동구 사복동에 있는 대구 도시철도 1호선의 전철역이다. 이 역부터 하양역까지 지상 구간이다.

## 역사
- 2019년 5월 17일: 착공
- 2024년 12월 21일 : 대구 도시철도 1호선 안심역~하양역 구간 연장 개통과 함께 영업을 개시[1]

## 역 구조

### 승강장
2면 2선의 곡선 상대식 승강장을 갖춘 고가역이며, 스크린도어가 설치되어있다. 이 역은 약간의 곡선 구조가 있어 승강장과 열차 사이가 단차가 있으며, 대합실을 통해 반대편 승강장으로 이동이 가능하다. 
| 안심 ↑ |
| \| 상  |
| ↓ 부호 |

| 상행 | ● 대구 도시철도 1호선 | 안심 · 동대구 · 중앙로 · 반월당 · 설화명곡 방면 |
| 하행 | ● 대구 도시철도 1호선 | 부호 · 하양 방면                                |

## 역 주변
| 나가는 곳 | 방면 |
| --------- | --- |
| 1         | 대구숙천초등학교 신서혁신LH10단지 대구혁신이노힐즈아파트 대구혁신센텀힐즈아파트 대구혁신도시서한이다음3차 혁신도시서한e스테이 |
| 2         | 대구숙천초등학교 신서혁신LH10단지 대구혁신이노힐즈아파트 대구혁신센텀힐즈아파트 대구혁신도시서한이다음3차 혁신도시서한e스테이 |

## 인접한 역
| 대구 도시철도 1호선    | 대구 도시철도 1호선   | 대구 도시철도 1호선 |
| ---------------------- | --------------------- | ------------------- |
| 146 안심 설화명곡 방면 | ● 대구 도시철도 1호선 | 148 부호 하양 방면  |